# Mary Renard
 (juin 2011).
Si vous disposez d'ouvrages ou d'articles de référence ou si vous connaissez des sites web de qualité traitant du thème abordé ici, merci de compléter l'article en donnant les références utiles à sa vérifiabilité et en les liant à la section « Notes et références ».
Pour les articles homonymes, voir Renard (homonymie).
Marie Céleste Prudent Renard dit « Mary Renard », né le 23 août 1849 à Colonard-le-Buisson et mort le 10 octobre 1925 à Alençon, est un peintre et conservateur au musée d'Alençon.

## Biographie
Ses parents sont des cultivateurs. Il perd son père à l'âge de 7 ans et sa mère quelques années plus tard. Il participe à la guerre de 1870, au retour de celle-ci il se marie et choisit d'aller vivre à Alençon.
Il participe au Salon en 1880 et expose l’Automne à Saint-Céneri-le-Gérei. Il est admis au Salon des artistes français en 1890 et devient sociétaire en 1894. Il se dira l’élève de Paul Saïn.
Il choisit les paysages de Saint-Céneri-le-Gérei pour ses toiles qu’il présentera au Salon de 1897.
Attaché au patrimoine architectural local, Mary Renard fut conservateur des musées d’Alençon en 1910.
Il est le président fondateur de la Société des Amis des Arts. Il meurt le 10 octobre 1925 dans son atelier au 38, rue du Jeudi à Alençon. « Il laisse une œuvre abondante, très appréciée de son vivant à l’étranger, notamment en Allemagne, en Autriche et même aux États-Unis. »
On peut voir quelques-uns de ses tableaux dans des musées, Alençon, Saint-Vaast-la-Hougue et des œuvres peintes directement sur les murs de l'Auberge des Peintres dans le village de Saint-Céneri-le-Gérei. Le département du Calvados conserve deux huiles sur toile de Mary Renard aux Archives départementales à Caen.

## Hommages
Une rue d'Alençon, l'allée Mary-Renard, porte son nom.